# Rhachithecium papillosum
Rhachithecium papillosum är en bladmossart som beskrevs av Roelof J.van der Wijk och Margadant 1960. Rhachithecium papillosum ingår i släktet Rhachithecium och familjen Rhachitheciaceae. Inga underarter finns listade i Catalogue of Life.